# Coupe d'Angleterre de football 1999-2000
Navigation
Coupe d'Angleterre 1998-1999 Coupe d'Angleterre 2000-2001
La Coupe d'Angleterre de football 1999-2000 est la 119e édition de la Coupe d'Angleterre de football. 
Chelsea FC remporte sa troisième Coupe d'Angleterre de football au détriment d' Aston Villa sur le score de 1-0, au cours d'une finale jouée dans l'enceinte du stade de Wembley à Londres. C'est la dernière finale dans le stade avant sa recontruction, il accueille également les deux demi-finales.
L'unique but de la rencontre est marqué par Roberto Di Matteo.
Le tenant du titre, Manchester United, ne participe pas à la compétition, le club est engagé dans le Championnat du monde des clubs de la FIFA 2000 qui se déroule au Brésil. Pour remplacer la place vacante, la fédération décide de repêcher par tirage au sort une équipe battue au deuxième tour pour le troisième tour, c'est le club de Darlington qui en profitera. 

## Demi-finales
Aston Villa bat l'équipe de deuxième division, Bolton, aux tirs au but et rejoue sa première finale depuis 1957. Chelsea remporte son match face à Newcastle qui a été finaliste les deux saisons précédentes.
| 2 avril 2000 | Aston Villa     | 0–0 (a.p) | Bolton Wanderers | Wembley, Londres                               |
|              |                 |           |                  | Spectateurs : 62 828 Arbitrage : David Elleray |
|              | rapport         |           |                  |                                                |
|              | Tirs au but 4-1 |           |                  |                                                |

| 9 avril 2000 | Chelsea FC | 2–1 | Newcastle United | Wembley, Londres                                  |
|              |            |     |                  | Spectateurs : 73 876 Arbitrage : Dermot Gallagher |
|              | rapport    |     |                  |                                                   |

## Finale
| Finale de la Coupe d'Angleterre 2000 | Chelsea FC            | 1 – 0   | Aston Villa | Wembley, Londres                             |                                              |
| 20 mai 2000 15h00                    | Roberto Di Matteo 73e | (0 – 0) |             | Spectateurs : 78 217 Arbitrage : Graham Poll | Spectateurs : 78 217 Arbitrage : Graham Poll |
| 20 mai 2000 15h00                    | Rapport               |         |             | Spectateurs : 78 217 Arbitrage : Graham Poll | Spectateurs : 78 217 Arbitrage : Graham Poll |